# Titularbistum Turuzi
Turuzi ist ein Titularbistum der römisch-katholischen Kirche.
Es geht zurück auf einen untergegangenen Bischofssitz in der gleichnamigen antiken Stadt, die in der römischen Provinz Africa proconsularis (heute nördliches Tunesien) lag. Der Bischofssitz war der Kirchenprovinz Karthago zugeordnet.
| Titularbischöfe von Turuzi |                                 |                                                                           |                    |                    |
| Nr.                        | Name                            | Amt                                                                       | von                | bis                |
| 1                          | Mathurin-Marie Le Mailloux CSSp | Apostolischer Vikar von Douala (Kamerun)                                  | 14. Juni 1932      | 17. Dezember 1945  |
| 2                          | Denis Eugene Hurley OMI         | Apostolischer Vikar von Natal (Südafrika)                                 | 12. Dezember 1946  | 11. Januar 1951    |
| 3                          | Rémy Augustin SMM               | Weihbischof in Port-au-Prince Koadjutorbischof von Port-au-Prince (Haiti) | 8. April 1953      | 18. September 1978 |
| 4                          | Armand Toasy                    | Weihbischof in Mahajanga (Madagaskar)                                     | 22. Juni 1984      | 3. Juli 1987       |
| 5                          | Juan Luis Cipriani Thorne       | Weihbischof in Ayacucho o Huamanga (Peru)                                 | 23. Mai 1988       | 13. Mai 1995       |
| 6                          | Juan Alberto Puiggari           | Weihbischof in Paraná (Argentinien)                                       | 20. Februar 1998   | 7. Juni 2003       |
| 7                          | José Refugio Mercado Díaz       | Weihbischof in Tehuantepec (Mexiko)                                       | 16. September 2003 | 15. Oktober 2014   |
| 8                          | Mark Rivituso                   | Weihbischof in Saint Louis (Vereinigte Staaten)                           | 7. März 2017       | 1. Juli 2025       |